# Durban-Corbières
Durban-Corbières (okcitansko Durban de las Corbièras) je naselje in občina v južnem francoskem departmaju Aude regije Languedoc-Roussillon. Leta 1999 je naselje imelo 650 prebivalcev.

## Geografija
Kraj leži v pokrajini Languedoc ob reki Berre 32 km jugozahodno od  Narbonna.

## Uprava
Durban-Corbières je sedež istoimenskega kantona, v katerega so poleg njegove vključene še občine Albas, Cascastel-des-Corbières, Coustouge, Embres-et-Castelmaure, Fontjoncouse, Fraissé-des-Corbières, Jonquières, Quintillan, Saint-Jean-de-Barrou, Saint-Laurent-de-la-Cabrerisse, Thézan-des-Corbières, Villeneuve-les-Corbières in Villesèque-des-Corbières s 3.422 prebivalci.
Kanton Durban-Corbières je sestavni del okrožja Narbonne.

## Zanimivosti
- ostanki gradu Château de Durban-Corbières iz 11. stoletja, zgrajenega na rimskih ostalinah, od 1926 na seznamu francoskih zgodovinskih spomenikov; etapna postaja katarske poti, ki povezuje številne gradove na ozemlju katarov.
- botanični vrt z več kot 500 različnimi vrstami rastlin iz sredozemlja.